# Prainha da Claudinha
Prainha da Claudinha é uma turnê paralela da cantora brasileira Claudia Leitte. A excursão foi iniciada em 29 de outubro de 2017 na cidade do Rio de Janeiro, permanecendo em rotação em 2018 sem data de encerramento, até o momento. O show é feito em formato acústico, com um mini palco em nível baixo para apresentar um clima de intimidade com o público. Além disso, ele é vendido como dois concertos em um, no qual a primeira parte é a "Prainha da Claudinha" e a segunda parte é o concerto tradicional feito por Claudia na "Claudia 10 Tour" e futuramente na "Carnaval Tour". No repertório, Claudia apresenta canções que não costumam aparecer em seus shows usuais, optando por canções denominadas como "Lado B", sendo elas canções gravadas pela cantora ainda no Babado Novo e covers de canções que marcaram a sua trajetória.

## Repertório
O repertório abaixo é constituído do sexto concerto da turnê, realizado em 14 de julho de 2018 em Aracaju, não sendo representativo de todas as apresentações.
1. "Aconteceu Você"
2. "Never Can Say Goodbye"
3. "Não, Não"
4. "E Mesmo Que a Lua Vá"
5. "Juramento do Dedinho"
6. "Sorri, Sou Rei"
7. "Pensando em Você"
8. "Shiver Down My Spine"
9. "Famo$a" / "Billionaire"
10. "A Camisa e o Botão"
11. "Doce Paixão"
12. "Janeiro a Janeiro"
13. "Seu Ar"
14. "Perdi a Minha Paz"
15. "Me Chama de Amor"
16. "Vou a Marte"
17. "Oceano"
18. "Dois Caminhos (Mestre e Aprendiz)"
19. "Sinais"
20. "Meus Olhos Não Mentem"
21. "Amor Perfeito"
22. "Cartório"
23. "Pode Ter"
24. "Bola de Sabão"
25. "Baldin de Gelo"
26. "Taquitá"
27. "Lacradora"
28. "Largadinho" / "Matimba"
29. "Lirirrixa"
30. "Carnaval"
31. "Corazón"
32. "We Are One (Ole Ola)"
33. "Dekolê"
34. "Faz Um"
35. "Pau Que Nasce Torto" / "Melô do Tchan" / "Paquerei" / "Só Quer Vrau" / "Envolvimento" / "Rabiola"
36. "Fulano in Sala"
37. "Insolação do Coração"
38. "Caranguejo"
39. "Beijar na Boca"
40. "Exttravasa"
41. "Claudinha Bagunceira"

## Datas
| Data                    | Cidade                | Estado         | País           | Local                |
| América do Sul          | América do Sul        | América do Sul | América do Sul | América do Sul       |
| ----------------------- | --------------------- | -------------- | -------------- | -------------------- |
| 29 de outubro de 2017   | Rio de Janeiro        | Rio de Janeiro | Brasil         | Rio Beach Club       |
| 2 de dezembro de 2017   | Recife                | Pernambuco     | Brasil         | Itaipava Catorze     |
| 31 de março de 2018     | Búzios                | Rio de Janeiro | Brasil         | Casa da Praia        |
| 6 de maio de 2018       | Cabedelo              | Paraíba        | Brasil         | Lovina Beach Club    |
| 8 de julho de 2018      | Rio de Janeiro        | Rio de Janeiro | Brasil         | Rio Beach Club       |
| 14 de julho de 2018     | Aracaju               | Sergipe        | Brasil         | La Playa Music Bar   |
| 4 de agosto de 2018     | Chapada dos Guimarães | Mato Grosso    | Brasil         | Malai Manso Resort   |
| 7 de setembro de 2018   | Canoa Quebrada        | Ceará          | Brasil         | Chega Mais Beach     |
| 12 de janeiro de 2019   | Maceió                | Alagoas        | Brasil         | Cafe de La Musique   |
| 2 de fevereiro de 2019  | Salvador              | Bahia          | Brasil         | Yacht Clube da Bahia |
| 17 de fevereiro de 2019 | Florianópolis         | Santa Catarina | Brasil         | Parador P12          |